# Onze- Lieve- Vrouwekerk van Tyrus
De Onze-Lieve-Vrouwekerk van Tyrus (Armeens: Հայկական Սուրբ Աստուածածին եկեղեցի), ook wel verkort Armeense Kerk (Turks: Ermeni Kilisesi) genoemd, is een kerk en omliggend kloostercomplex in de Armeense wijk in Noord-Nicosia. De wijk bestond uit de districten Arab Ahmet en Karaman Zade in het westen van de intra muros van Nicosia.
De kerk is gelegen aan de Salahi Şevketstraat, eerder Victoria Street genoemd. In de nabijheid liggen de Arab Ahmetmoskee (Noord-Nicosia), de rooms-katholieke Heilig Kruiskerk en de Paphospoort (Zuid-Nicosia). Tegenover de kerk lag de Armeense Club, tegenwoordig het Arabahmet cultuurcentrum.
De kerk werd in de 13e eeuw onder het Lusignanijnen in de kruisvaardersstaat Cyprus gesticht, als benedictinessenklooster. Maar omdat veel nonnen van Armeense origine waren, werd de kerk voor 1504 onderdeel van de Armeens-Apostolische Kerk. De kerk heeft in de jaren 1963-1964 geleden onder multicultureel geweld op Cyprus en tijdens de bezetting van Noord-Cyprus door de Turken in 1974. De kerk raakte hierdoor beschadigd en stortte deels in. Tussen 2007 en 2013 is de kerk gerestaureerd, het omliggende voormalige kloostercomplex is in 2020 nog in restauratie.
De kerk is gelegen op een ommuurde binnenplaats met cipressen en olijfbomen. Binnen de muren bevinden zich meer gebouwen, zoals diverse voormalige Armeense scholen en het toenmalige Aartsbisschoppelijk Paleis. De Pastorie lag net buiten het complex, aan de Victoriastreet.

## Afbeeldingen

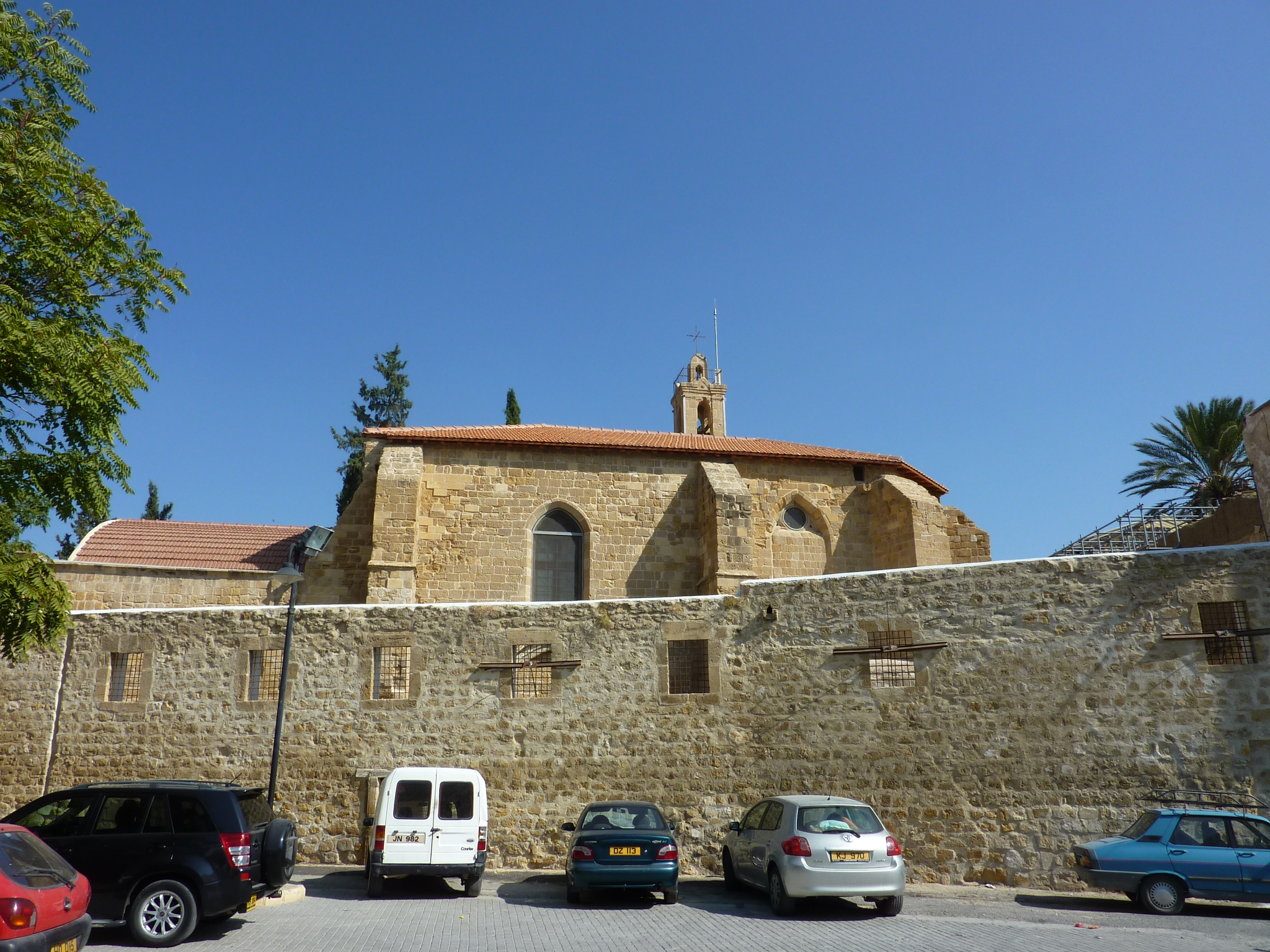
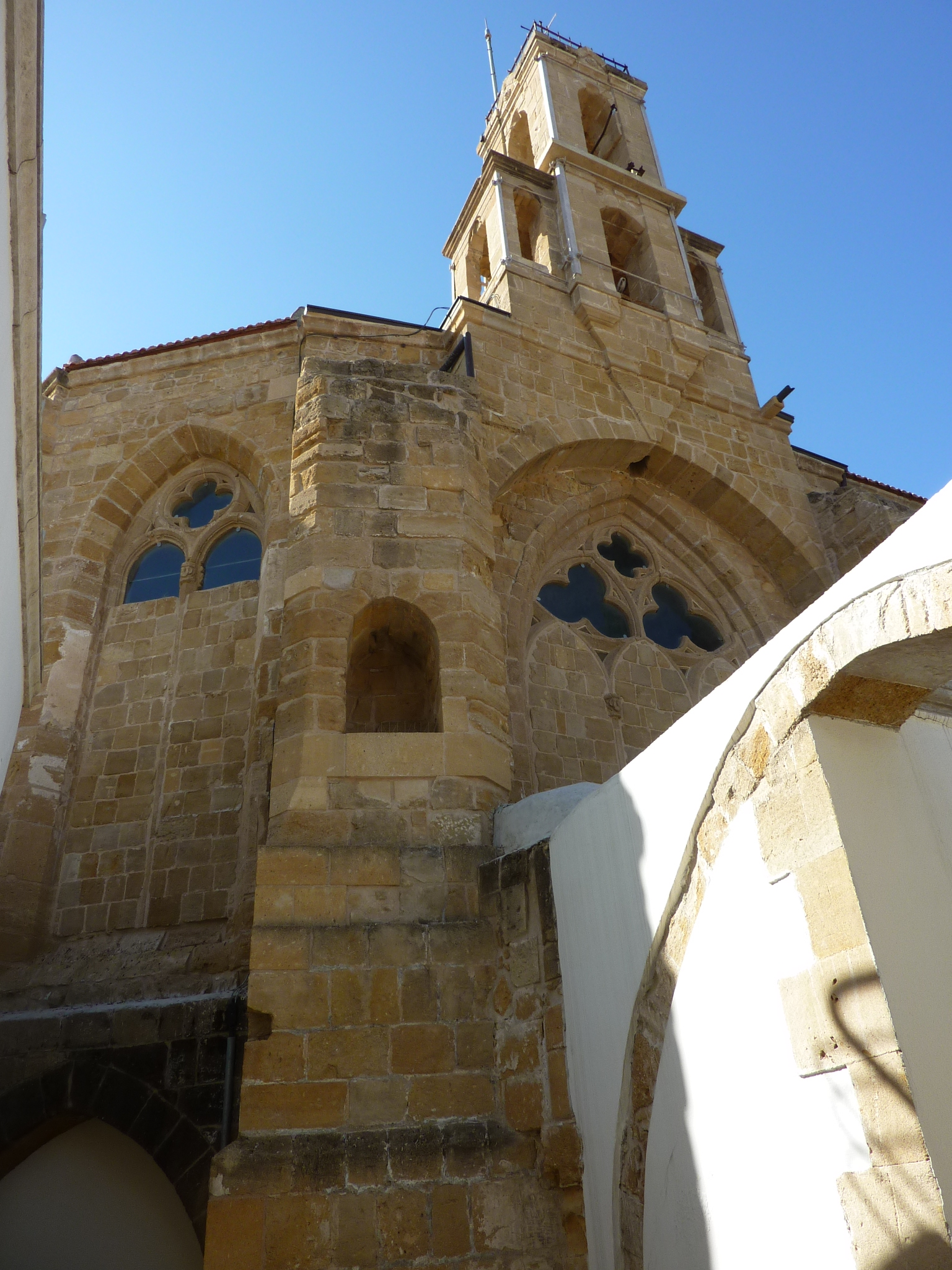
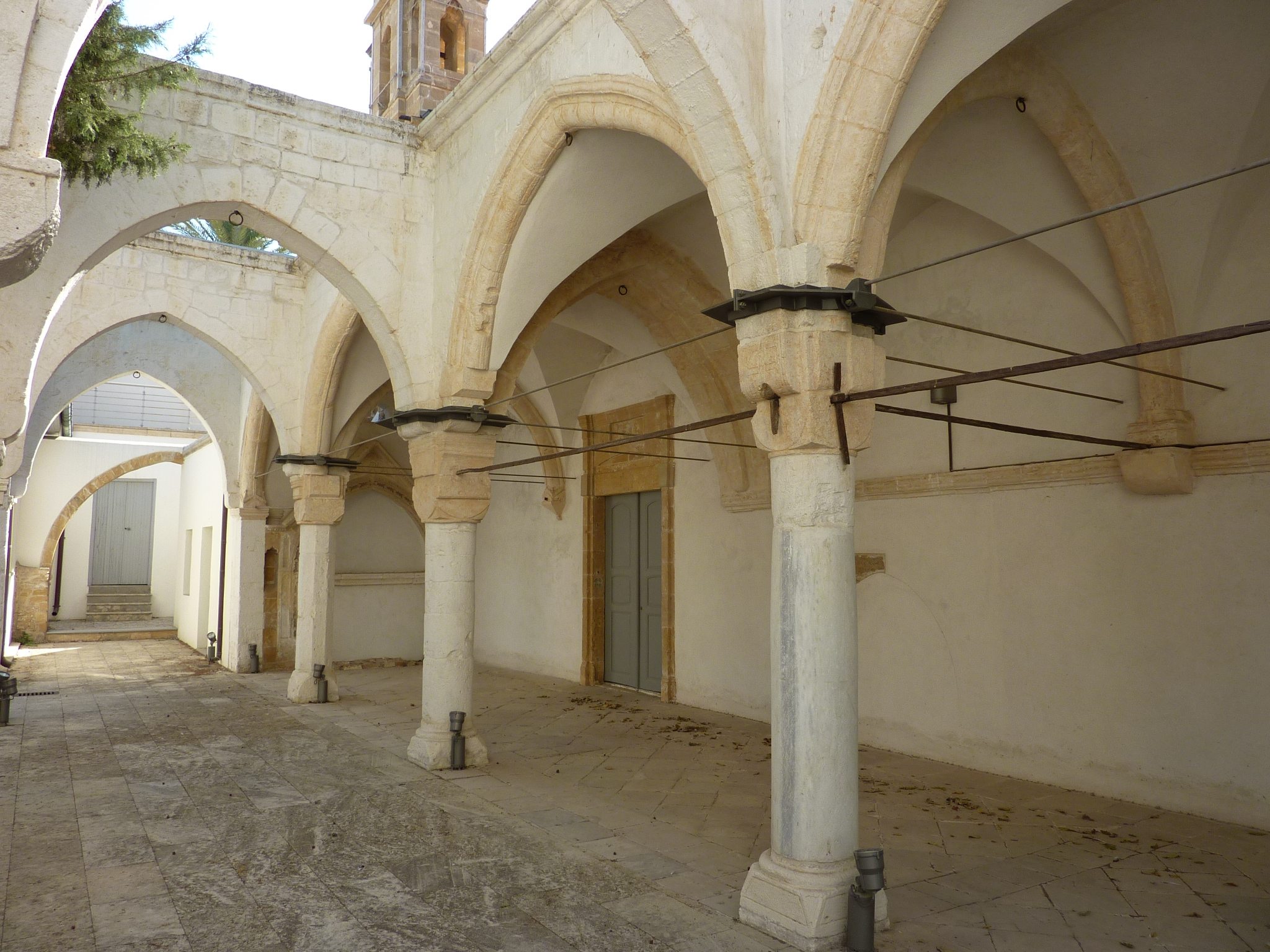
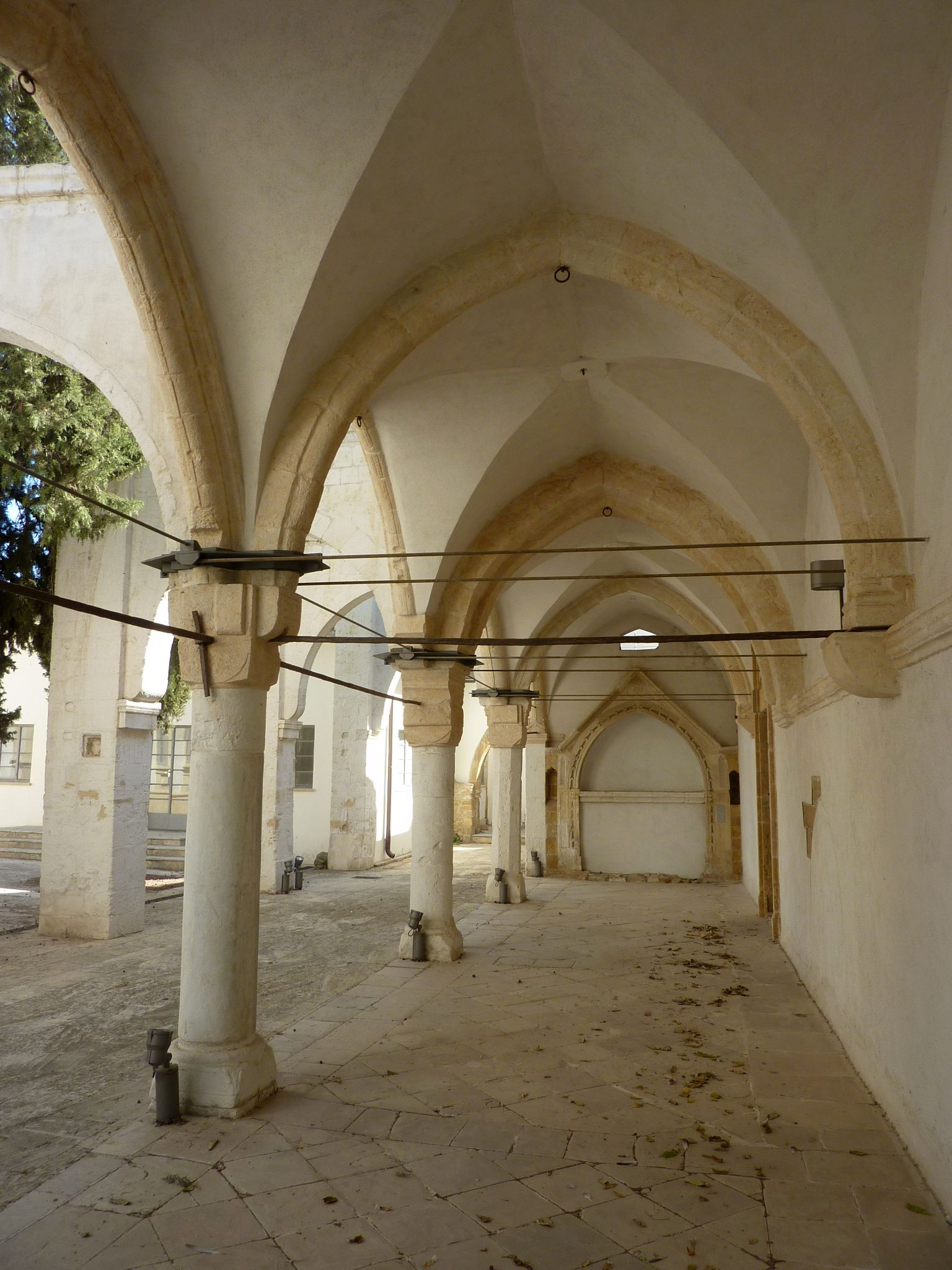
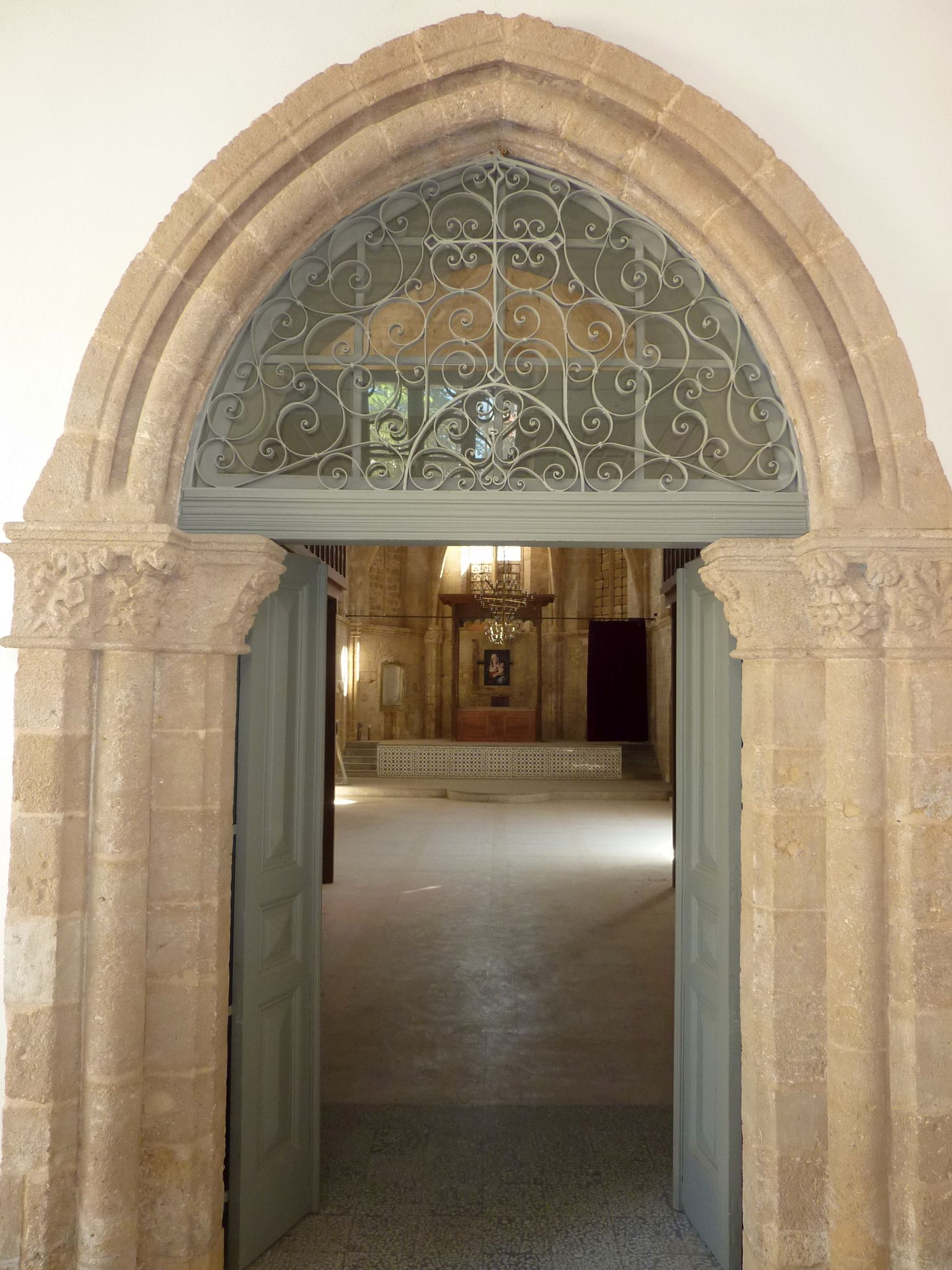
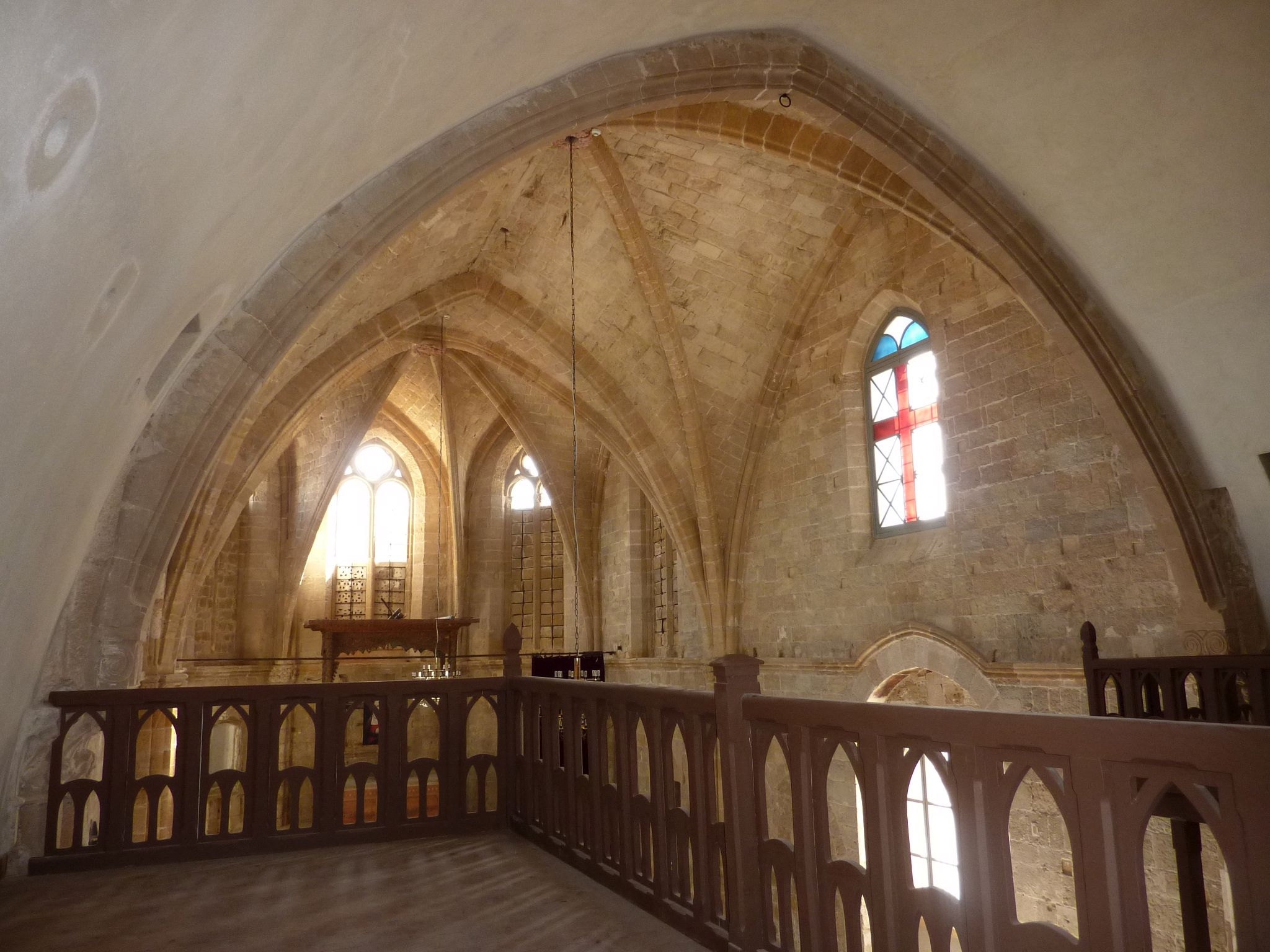
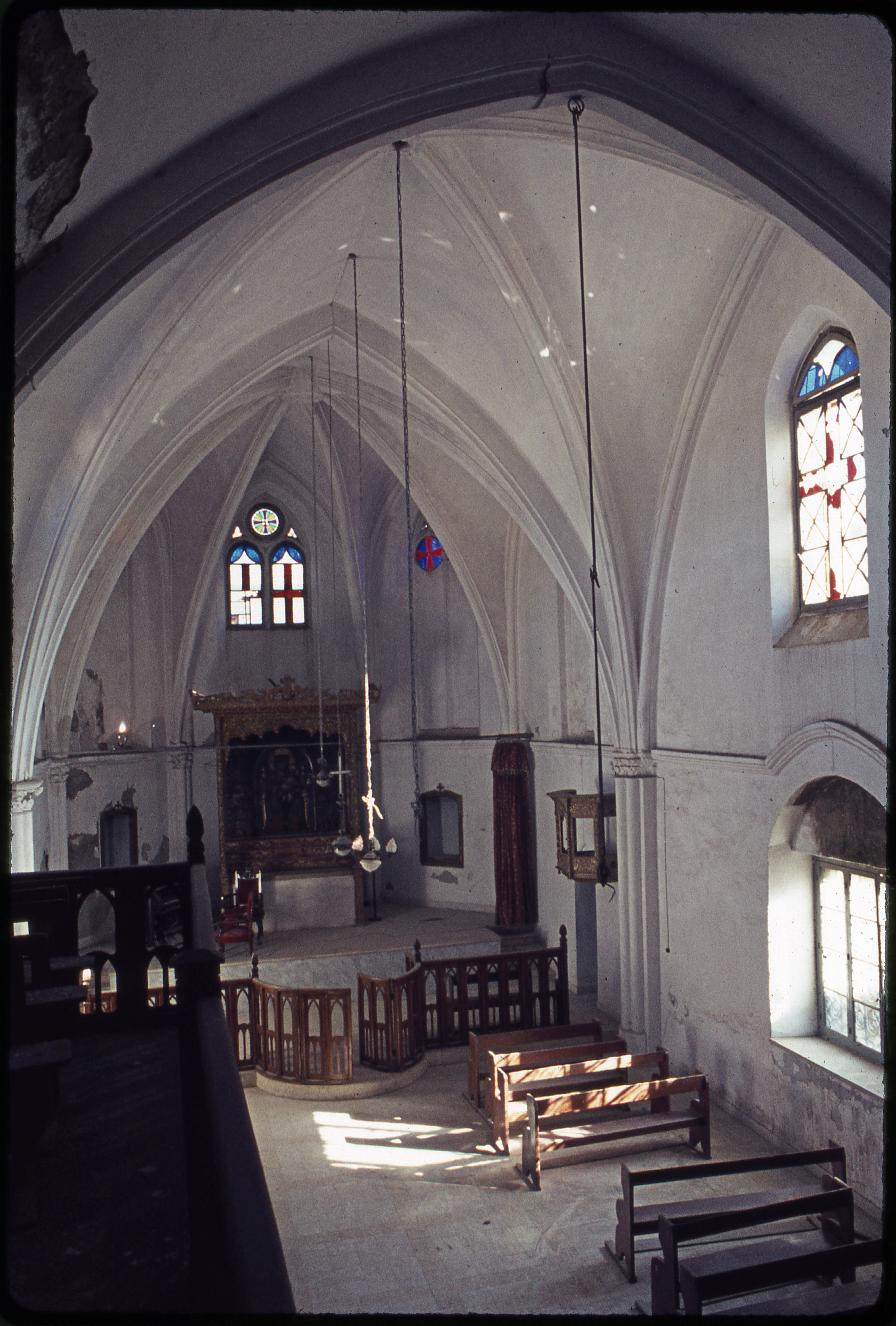
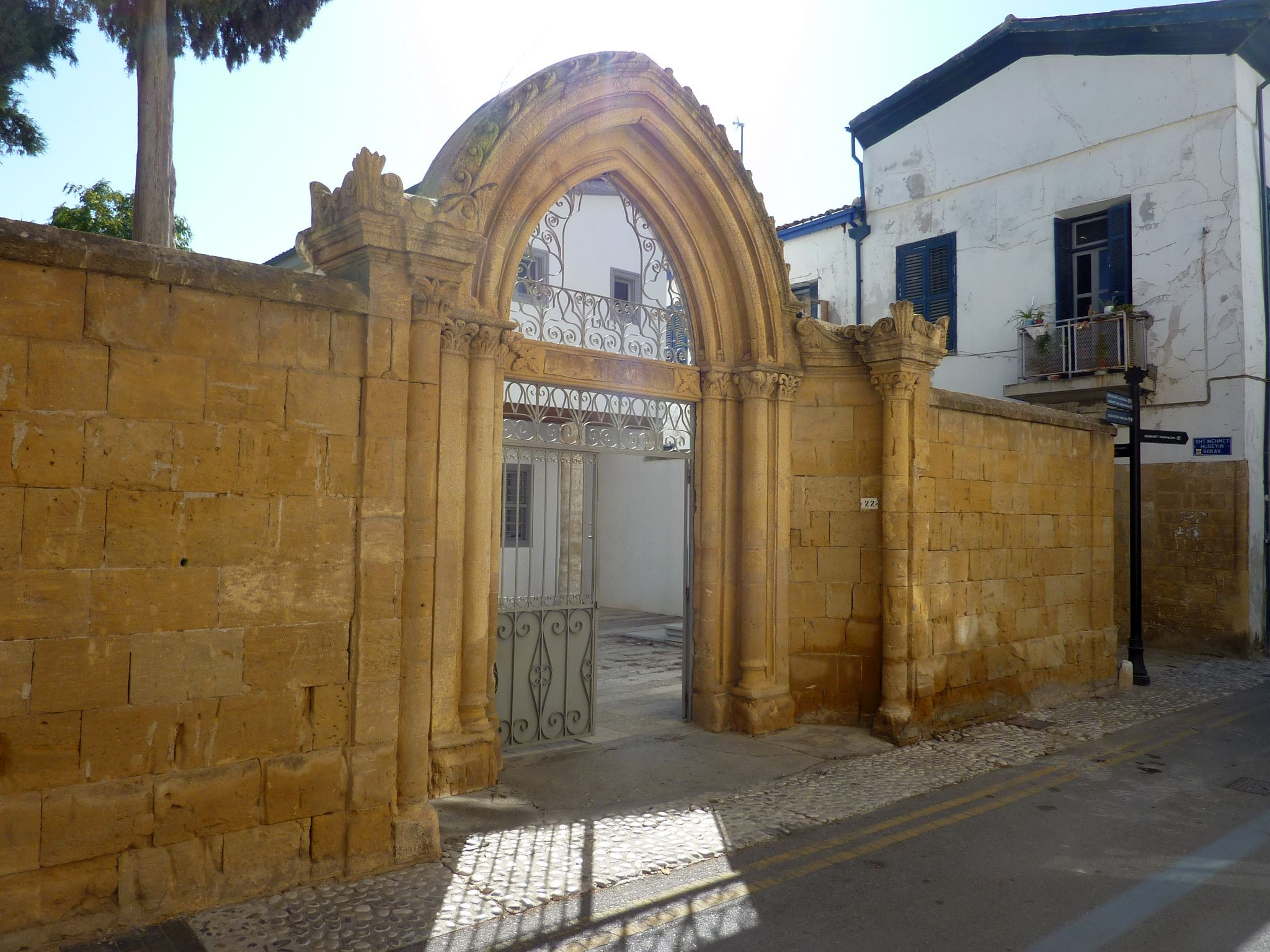